# Měsíční prach
Měsíční prach je hard science fiction román britského spisovatele Arthura C. Clarka vydaný ve Velké Británii v roce 1961. V anglickém originále se kniha jmenuje A Fall of Moondust. Román se dostal do nominace na cenu Hugo v kategorii „nejlepší román“ za rok 1963.
V díle je uvedeno několik měsíčních povrchových útvarů, např. Mare Nubium (Moře mraků), Mare Imbrium (Moře dešťů), Mare Nectaris (Moře nektaru), Sinus Roris (Záliv rosy), Montes Apenninus (pohoří Apeniny), krátery Archimedes, Plato, Aristillus, Eudoxus, hora Mons Pico. Samotný děj je však umístěn do fiktivního Moře žízně (ležícího v Zálivu rosy).

## Námět
Ve 21. století lidé osídlili Měsíc, jenž je otevřen i vesmírným turistům, kteří si to mohou dovolit. Turistická loď Seléné zůstane i s pasažéry po měsíčním zemětřesení uvězněna pod prachem. Nastává souboj s časem o jejich záchranu.

## Postavy
- Lawrence – hlavní inženýr pro přivrácenou stranu Měsíce.
- Davis – ředitel Lunární cestovní kanceláře.
- Thomas Lawson – mladý a bystrý astronom na stanici Lagrange II.
- Olsen – guvernér Měsíce.
- otec Vincent Ferraro – duchovní a selenofyzik.
- profesor Kotelnikov – astronom.
- Maurice Spencer – novinář, redaktor Meziplanetárního zpravodaje.
- Jules Braques – kameraman z agentury Meziplanetární zpravodaj.
- Mike Graham – novinář z agentury Meziplanetární zpravodaj.
- Jerry Budker – kriminálník z Měsíce.
- kapitán Anson – kapitán kosmické lodi Auriga.
- dr. Evans – půdní fyzik.
- Jones – člen záchranného týmu.
- Sikorsky – člen záchranného týmu.
- Coleman – člen záchranného týmu.
- Matsui – člen záchranného týmu.
- Bruce – člen záchranného týmu.
- Hodges – člen záchranného týmu.
- Greenwood – člen záchranného týmu.
- Renaldi – člen záchranného týmu.
- signore Gusalli – amatérský vynálezce ze Sicílie.
- Robertson – amatérský vynálezce z kanadské provincie Ontario.
- slečna Johnsonová – stewardka měsíčního člunu Seléné II.

Na palubě ztroskotané Seléné:
- Pat Harris – kapitán Seléné.
- Zuzana Wilkinsová – stewardka na Seléné.
- komodor Hansteen – jeden z nejznámějších vesmírných dobrodruhů cestující inkognito na palubě Seléné. Pasažér.
- Duncan McKenzie – fyzik z hvězdárny Mount Stromlo v Canbeře. Pasažér.
- Pierre Blanchard – revizní účetní z Clavius City na Měsíci. Pasažér.
- Phylis Morleyová – novinářka z Londýna. Pasažérka.
- Karl Johansen – nukleární inženýr z Ciolkovského základny na Měsíci. Pasažér.
- Robert Bryan – civilní inženýr ve výslužbě. Pochází z Kingstonu na Jamajce. Pasažér.
- Irving Schuster – advokát z Chicaga. Pasažér.
- Myra Schusterová – manželka Irvinga. Pasažérka.
- David Barrett – Angličan, pasažér.
- Nihal Džajavardhana – profesor zoologie z Perádenijské univerzity na Srí Lance. Pasažér.
- Hans Baldur – pasažér.
- Radley – pasažér.
- paní Williamsová – pasažérka.
- pan Harding – pasažér.

## Děj
Ve 21. století jsou na Měsíci vědecké základny a turistické kanceláře organizují turistické zájezdy. Jednou z atrakcí je „plavba“ po měsíčních mořích, které jsou složeny z velice jemného prachu. Speciálně zkonstruovaná turistická loď Seléné se plaví po prachu na Moři žízně (situovaného do Zálivu rosy – Sinus Roris), který je tak jemný, že má téměř vlastnosti vody.
Při jedné vyhlídkové jízdě po Moři žízně dojde k havárii. Záchvěvy půdy způsobí, že se Seléné propadne do prašného podloží.
Zásoby vzduchu jsou omezené, teplo nemá kam unikat, komunikace není možná a nikdo přesně neví, kde se nacházejí. Pro kapitána Pata Harrise je největším problémem zaměstnat cestující a udržet morálku na palubě, zatímco musí čekat na své záchrance. Má štěstí, mezi pasažéry je několik zkušených vědců a vesmírný badatel v penzi, komodor Hansteen. Tito lidé mu pomohou udržet na ztroskotaném měsíčním plavidle optimistickou náladu.
Hlavní inženýr přivrácené strany Měsíce Robert Lawrence je skeptický ohledně možné záchrany. Zdá se totiž, že člun je pohřben pod sesuvem horniny. Na vyproštění nejsou lidské ani materiální zdroje. Lawrence zkontaktuje Thomas Lawson, vynikající a výstřední astronom z kosmické stanice Lagrange II, kterému se ze svého výhodného postavení vysoko nad povrchem Měsíce podaří zjistit zbytky tepelné stopy člunu na povrchu. Vyjde najevo, že člun se nachází na jiném místě, než se původně zdálo. Okamžitě je zorganizována výprava a Lawrence s pomocí dr. Lawsona vskutku nalezne Seléné uvězněnou 15 metrů pod povrchem prachu.
Poté je vyslána záchranná expedice. Čekajícím cestujícím se v kabině začíná hromadit CO2, což zhoršuje dýchání. Kapitán Harris navrhne kolektivní aplikaci hypnotik, kterými je Seléné vybavena. Tímto se sníží spotřeba vzduchu až o polovinu. Zachránci spustí k lodi trubky s kyslíkem právě včas. To je pouze dílčí úspěch, kvůli unikající vodě z poškozených nádrží sjede člun níže. Dalším nebezpečím je vypuknuvší požár, cestující a posádka jsou zachráněni šachtou jen několik sekund před výbuchem nádrže s kapalným kyslíkem.
V epilogu je napsáno, že kapitán Pat Harris pokračuje ve vztahu se stewardkou Zuzanou Wilkinsovou (který začal ještě během ztroskotání), společně čekají dítě. Má na starost nově zkonstruovaný člun Seléné II, ale doufá, že se mu podaří složit zkoušky na kapitána kosmické lodi.

## Citáty
„Tohle byla přímá výzva jeho vědeckému důvtipu. Skutečnost, že tu je v sázce tolik životů, se mu zdála bezpodstatná. Dr. Tom Lawson nikdy nepovažoval lidské bytosti za zvlášť důležité, zatímco vesmíru si vážil. Tohle bylo soukromé zápolení mezi ním a vesmírem.“
„Otec Ferraro věřil v Boha a člověka. Dr. Lawson nevěřil v žádného z nich.“

## Kulturní odkazy
Kniha obsahuje několik zmínek o známých osobnostech, např.:
Kingsley Amis, Isaac Newton, Auguste Comte, Nell Gwynnová, Charles Dickens, George Pollard (kapitán velrybářské lodi Essex), Hector Berlioz, Aram Chačaturjan.

## Česká vydání knihy
- Měsíční prach, Státní nakladatelství krásné literatury a umění, 1965, edice Soudobá světová próza, svazek 192, vázaná, 20 000 výtisků, autor obálky Milan Grygar, překlad Jarmila Emmerová[3]
- Měsíční prach, Odeon, 1989, edice Sci-fi, brožovaná, 105 000 výtisků, autor obálky Joska Skalník, překlad Jarmila Emmerová, ISBN 80-207-0240-7 [4]
- Měsíční prach, Baronet, 2000, vázaná, autor obálky Valentino Sani, překlad Jarmila Emmerová, ISBN 80-7214-266-6

## Poznámka
Dalším literárním dílem, kde prach na Měsíci způsobí lidem komplikace je vědeckofantastická povídka amerického spisovatele Hala Clementa „Mít tak s sebou prachovku...“